# Szmürnai Hermipposz
Szmürnai Hermipposz, (Szmürna, ma İzmir, Törökország, i. e. III-II. század), az első alexandriai biográfus.

## Élete
Athénaiosz közléséből tudjuk, hogy az alexandriai Kallimakhosz tanítványa volt. Műveiből töredékek maradtak fenn csupán. Filozófus-biográfiáin kívül a következő műveiről tudunk: A hét görög bölcsről, Íszokratészről, A törvényhozóról, Azokról, akik a filozófiától a zsarnoksághoz és a politikai hatalomgyakorláshoz pártoltak át. 
Életrajzokkal foglalkozó művében, a Βίοξ -ban a következő séma szerint alkotta meg hőse életrajzát: először életének kereteit határozta meg, a származását és születési dátumát. Ezt követően filológiai érdekességekről olvashatunk (pl. Periandrosz a tengerbe dobta a kicsapongókat, Theophrasztosz hordszéken közlekedett, Püthagorasz  az elhunyt Kalliphón lelkével társalgott, stb.)  Az érdekességek után következetek a khreiák (gesztus értékű tettek) és apophthegmák, majd olvashatunk a filozófus kapcsolódásáról más filozófusokhoz és iskolákhoz. Végül a halál évével és annak körülményeivel zárult az életrajz.

## Hitelessége
A 20. századi filológia és filozófiatörténet Hermipposzt igen ellenségesen kezelte. Friedrich Leo  és Alfred Edward Taylor szerint Hermipposz diszkreditálta a biográfiát. Arnaldo Momigliano pedig azt állította, hogy Hermipposz az életrajzai megírásához Kallimakhosz archívumát használta fel, pontosabban azt torzította el. Ez a feltételezés azonban kevésbé állja meg a helyét ha figyelembe vesszük Diogenész Laertiosz azon állítását miszerint Kallimakhosz nem érdeklődött a preszókratikusok iránt, kontribúciói pedig egyrészt inkább irodalmi jellegűek voltak, másrészt pedig matematikatörténeti adalékok.